# Aka
Aka là một thị trấn thuộc hạt Komárom-Esztergom, Hungary. Thị trấn này có diện tích 18,11 km², dân số năm 2010 là 268 người, mật độ 15 người/km².